# Isabel Gago
Isabel Gago (Lisboa, 30 de maio de 1913 – 8 de maio de 2012) foi a primeira mulher a se licenciar, pelo Instituto Superior Técnico, no curso de Engenharia Química em Portugal no ano de 1939. Foi também a primeira professora dessa área do país. Compôs a equipe de académicos que estruturaram o laboratório na Universidade de Lourenço Marques, em Moçambique. Isabel passou por questões difíceis, devido ao contexto de uma sociedade que não aceitava, de forma mais rigorosa, uma mulher com desejo de realização profissional.

## Biografia
Nascida em 1913, na capital portuguesa, Isabel Gago era filha de um capitão do exército português que morreu durante a 1.° Grande Guerra, filiação que deu-lhe direito a frequentar um bom colégio. Assim, aos 8 anos começou a estudar no Instituto de Odivelas, que se chamava, à época, Instituto Feminino de Educação e Trabalho. Como aluna interna, demorou para se adaptar ao estilo de ensino, mas, após algum tempo, passou a gostar do ambiente.
Em 1933, ela ingressou no curso de Engenharia Química no Instituto Superior Técnico, uma escola maioritariamente masculina. Formou-se em 1939, com outra colega, e as duas se tornaram as primeiras engenheiras químicas portuguesas.
Seguiu a carreira docente universitária, dando aulas teóricas e práticas na área de Eletroquímica. Se aposentou em 1984, com 70 anos. Em 2011, na comemoração do centenário do Instituto Superior Técnico, ela foi homenageada junto com Maria Amélia Chaves (primeira mulher licenciada em Engenharia Civil pelo mesmo Instituto) e Sílvia Brito Costa (primeira catedrática portuguesa).
Isabel Gago faleceu em 8 de maio de 2012 aos 99 anos. No comunicado informando sua morte, o Instituto Superior Técnico disse que ela “desafiou as normas sociais da época” quando “ousou ingressar no universo exclusivamente masculino da engenharia portuguesa”.

## Ligações Externas
- Instituto Superior Técnico | Podcast 110 Histórias , 110 Objetos | Ep.33 - O Laboratório de Análises Portátil de Isabel Gago (2022)